# 建文
建文（1399年—1402年）为中國明朝第二个皇帝朱允炆的年号，共四年。明成祖朱棣在靖难之役成功后不承认建文年号，改建文四年为洪武三十五年。明神宗在万历二十三年（1595年）下詔恢復建文年號。

## 改元
- 洪武三十一年——閏五月初十日，明太祖駕崩；閏五月十六日，明惠宗繼位，有詔明年改元建文。[3][4]
- 建文四年——六月十七日，明成祖繼位；六月十八日，有詔以今年為洪武三十五年，明年改元永樂。[1][5]

### 明成祖革除建文年号争议
明成祖朱棣是否曾“革除”建文年号，明清多数私家野史认为是确定无疑的，但也有不少著名学者如王世贞、顾炎武、潘柽章等持否定态度，顾炎武曾撰《革除辨》一文，明确否定朱棣“革除”建文年号的说法，影响巨大。由于明成祖没有明诏宣布革除建文年号，现今一些学者认为革除年号不是朱棣的本意，而只是臣下所为；也有人认为明成祖通过重修《太祖实录》和修纂《奉天靖难记》对建文朝历史肆意篡改，实际上相当于革除了建文年号，只是又不愿亲自公开实施而承担历史责任。清初孔尚任藏有出自内府的《燕王靖难札付》五幅，其中《大明燕王令旨》落款时间为“建文元年十二月初二日”，复用墨涂抹建文等字，另书洪武三十二年；《燕王令旨》落款时间写作“庚辰年九月十一日”，再后又有书札落款为“洪武三十四年闰三月”。此札付精确揭示了朱棣靖难起兵去除建文年号的详细经过：建文元年靖难之役起兵初期，朱棣还尊奉建文年号；建文二年，朱棣开始不使用建文年号，改用干支庚辰纪年；建文三年，朱棣去除建文年号，用洪武纪年，并追改建文年号。洪武三十五年（建文四年）六月庚午日，朱棣即位第二天，“命五府六部，一应建文中所改易洪武政令格条悉复旧制，遂仍以洪武纪年，今年称洪武三十五年”，明确宣布使用洪武年号，杨永康认为朱棣同时也革除了建文年号，这是对建文三年就已事实上“去除”建文年号行为的正式认可和合法继承。建文三年时的朱棣仍自称“燕王”，尚没有能“革除”年号的名分，朱棣即位后，正式通过“革除”加以确认，确立继统的合法性，而恢复“洪武”年号，则彰示朱棣皇位得自朱元璋。宣德年间修成的《太宗实录》前九卷收录有《奉天靖难事迹》，即《奉天靖难记》的修改版本，当中使用建文一年、二年、三年、四年、洪武三十五年的纪年方式，这是因为宣德朝的政治背景已发生变化，史臣认为“革除”建文年号透露出来的“篡夺”之意太过明显，纂修《太宗实录》时创造出这种方式取代实际使用的洪武纪年，对朱棣“革除”史实有意曲笔隐晦，给后人的认识造成混乱。受《太宗实录》误导，万历朝臣在恢复建文年号的政治活动中，就明确否定了朱棣曾经“革除”建文年号一事。

## 大事记
- 建文3年五月十三日（日本應永8年，1401年） - 足利義滿派出遣明使。這是走向明日貿易的第一步。

## 重要人物
- 齊泰
- 黃子澄
- 方孝孺
- 铁铉
- 鄭洽

## 纪年对照表
| 西元   | 干支 | 紀年     | 正月          | 二月          | 三月          | 四月          | 五月          | 六月          | 七月          | 八月          | 九月          | 十月           | 十一月         | 十二月            | 閏月            |
| ------ | ---- | -------- | ------------- | ------------- | ------------- | ------------- | ------------- | ------------- | ------------- | ------------- | ------------- | -------------- | -------------- | ----------------- | --------------- |
| 1399年 | 己卯 | 建文元年 | 壬申(大) 2/6  | 壬寅(大) 3/8  | 壬申(小) 4/7  | 辛丑(大) 5/6  | 辛未(小) 6/5  | 庚子(小) 7/4  | 己巳(小) 8/2  | 戊戌(大) 8/31 | 戊辰(小) 9/30 | 丁酉(大) 10/29 | 丁卯(大) 11/28 | 丁酉(小) 12/28    | —               |
| 1400年 | 庚辰 | 建文二年 | 丙寅(大) 1/26 | 丙申(大) 2/25 | 丙寅(大) 3/26 | 丙申(小) 4/25 | 乙丑(小) 5/24 | 甲午(大) 6/22 | 甲子(小) 7/22 | 癸巳(小) 8/20 | 壬戌(大) 9/18 | 壬辰(小) 10/18 | 辛酉(大) 11/16 | 辛卯(大) 12/16    | —               |
| 1401年 | 辛巳 | 建文三年 | 辛酉(小) 1/15 | 庚寅(大) 2/13 | 庚申(小) 3/15 | 己未(大) 5/13 | 己丑(小) 6/12 | 戊午(大) 7/11 | 戊子(小) 8/10 | 丁巳(大) 9/8  | 丁亥(小) 10/8 | 丙辰(小) 11/6  | 乙酉(大) 12/5  | 乙卯(小) 1402 1/4 | 三庚寅(小) 4/14 |
| 1402年 | 壬午 | 建文四年 | 甲申(大) 2/2  | 甲寅(大) 3/4  | 甲申(小) 4/3  | 癸丑(大) 5/2  | 癸未(大) 6/1  | 癸丑(小) 7/1  | —             | —             | —             | —              | —              | —                 | —               |

## 同期存在的其他政权年号
- 越南
  - 建新（1398年－1400年）：陳朝—陳少帝之年號
  - 聖元（1400年）：胡朝—胡季犛之年號
  - 紹成（1401年－1403年）：胡朝—胡汉苍之年號
- 日本
  - 應永（1394年－1428年）：后小松天皇、称光天皇之年號

## 延伸閱讀
- 李崇智. . 北京: 中華書局. 2004年12月. ISBN 7101025129.
- 鄧洪波. . 臺北: 國立臺灣大學東亞經典與文化研究計劃. 2005年3月  [2021-11-06]. ISBN 9789860005189. （原始内容 (PDF)存档于2007-08-25）.

## 參看
- 中国年号列表
- 明朝年號列表
- 建文 (消歧義)

| 前一年號： 洪武 | 明朝年号 1399年－1402年 | 下一年號： 永樂 |